# Trond Fausa Aurvåg
Trond Fausa Aurvåg (nacido el 2 de diciembre de 1972) es un actor, director de cine y poeta noruego.

## Vida y carrera
Después de graduarse de la Academia Nacional de Teatro de Noruega en 2001, ha actuado en Oslo Nye Teater desde 2001. Alli ha actuado en obras como Amadeus, Manndomsprøven y Tatt av kvinnen. Como actor de cine es mejor conocido por sus papeles protagónicos en las películas El cruce (2004) y Den brysomme mannen (2006). También protagonizó el video musical de la canción de Lemaitre "We Got U".
Ganó dos Premios Amanda — el principal premio del cine noruego — en 2006, al mejor actor por su papel en Den brysomme mannen, y por el cortometraje Alene menn sammen, que dirigió. Consiguió algo de atención internacional al coprotagonizar junto a Steven Van Zandt la serie de televisión Lilyhammer, interpretando al cómplice de Van Zandt en el crimen. Por este papel ganó el Premio Gullruten en 2014 al mejor actor. Forma parte de la película de Christopher Nolan, Oppenheimer, estrenada en 2023, interpretando al científico ucraniano George Kistiakowsky.

## Vida personal
Aurvåg vive con su esposa, la actriz Lena Kristin Ellingsen, en Oslo.

## Filmografía seleccionada
- Budbringeren (1997)
- 1732 Høtten (1998)
- Nissene på låven (TV, 2001)
- El cruce (2004)
- Den brysomme mannen (2006)
- Tatt av kvinnen (2007)
- Home for Christmas (2010)
- Lilyhammer (2012)
- Neste Sommer (2014)
- Thin Ice (2017)[8]
- Norsemen (2017)
- The Innocents (2018)
- Stjernestøv (TV, 2020)
- The Middle Man (2021)
- Oppenheimer (2023)